# カドゥルコドン
カドゥルコドン（学名：Cadurcodon）は既に絶滅した漸新世前期の哺乳綱奇蹄類の一種。

## 概要
アミノドン科の仲間で、半水生であったと考えられる。小型のサイのような体格だが、鼻は現在で言うとバクのような形の変わった形状であったと、頭骨の鼻腔の位置から推測される。これは水生への適用であったと考えられる。また、植物食性動物としては大きな犬歯を持っていた。

## 生息地
モンゴル・エルギルオボから化石が出土していることから、中央アジア一帯と思われる。